# Spójnia Stargard
Maillots
Le Spójnia Stargard est un club polonais de basket-ball basé à Stargard. Il appartient depuis la saison 2018-2019 à la Polska Liga Koszykówki, soit le plus haut niveau du basket-ball polonais.
Vice-champion de Pologne en 1997, champion de deuxième division en 2018, il a également atteint la finale de la Coupe nationale en 2021.

## Historique
Spójnia est fondé en 1949 sous le nom de "Ludowy Klub Sportowy" (Club sportif populaire). À l'origine, il est composé de trois sections : football, boxe et voile. La section basket-ball masculine est créée en 1953.
En 1967, le club joue au niveau régional. Parmi les joueurs on trouve Marek Ładniak, alors âgé de 17 ans. Il quittera bientôt l'équipe pour rejoindre le Wisła Cracovie. Ładniak totalisera, à la fin de sa carrière, 156 sélections en équipe nationale.
En 1968, Spójnia est promu au niveau interrégional.
En 1980, le club monte en seconde division.
Le 27 mai 1994, le club monte en première division. Lors de la saison 1996-1997, l'équipe, sous le nom de Komfort Forbo Stargard, termine vice-champion de Pologne en échouant en finale des play-offs contre le Mazowszanka Pekaes Pruszków (qui porte actuellement le nom de Znicz Pruszków (pl)). Durant les années qui suivent, Stargard se qualifie régulièrement en play-offs (demi-finale en 1997-1998, quart de finale en 1998-1999, 1999-2000, 2000-2001, 2001-2002, 2002-2003) et s'impose comme un club important en Pologne.
Lors de la saison 2003-2004, le club termine en dernière position et est relégué en deuxième division, puis en troisième en 2007.
Stargard remonte en deuxième division lors de la saison 2008-2009 puis en première division en 2017-2018.
En 2018-2019, Spójnia Stargard se classe treizième dans l'élite du basket-ball polonais. La saison suivante se termine exceptionnellement après 23 journées seulement en raison de la pandémie de Covid-19. Le club termine à la neuvième position.
En 2020-2021, Spójnia Stargard se classe à la huitième place de la saison régulière et renoue avec les playoffs (défaite 3-1 contre le Zastal Zielona Góra en quarts de finale).
Le club atteint également la finale de la Coupe de Pologne (défaite 73-86 à nouveau contre le Zastal Zielona Góra).

## Anciens noms
- ZS Sparta Stargard (1954-1956)
- KS Spójnia Stargard (1956-1961)
- SKS (Stargardzki Klub Sportowy) Spójnia Stargard (1961-1991?)
- LKS (Ludowy Klub Sportowy) Spójnia Stargard (1991?-1993)
- LKS Spójnia – Sterna Stargard Szczeciński (1993-1994)
- LKS Komfort Stargard Szczeciński (1994-1995)
- Komfort Forbo Stargard Szczeciński (1996-1999)
- Komfort Kronoplus Stargard Szczeciński (1999-2000)
- LKS Spójnia Stargard Szczeciński (2000-2004)
- Stowarzyszenie KS Spójnia Stargard (2004-2018)
- Spójnia Stargard-Sportowa Spółka Akcyjna (2018-2019)
- PGE Spójnia Stargard (12.06.2019-)

En 2019, le club prend le nom de PGE Spójnia Stargard, en raison du sponsoring de l'entreprise PGE, principal producteur d'électricité polonais.

## Palmarès
- Vice-champion de Pologne de D1 (1) : 1997
- Champion de Pologne D2 (1) : 2018
- Finaliste de la Coupe de Pologne : 2021

## Entraîneurs successifs
- Ignacy Ratajczak, Władysław Smajkiewicz, Sławomir Rutkowski (1953-1960)
- Tadeusz Sikora (1960)
- Władysław Smajkiewicz (1960-1961)
- Władysław Zielenkiewicz (1961-1962)
- Jan Buczma (1962-1964)
- Marian Piotrowski (1964-1965)
- Władysław Galankiewicz (1965-1966)
- Ryszard Janik (1966-1989)
- Grzegorz Chodkiewicz (1989-1995)
- Krzysztof Koziorowicz (1995-1995)
- Tadeusz Aleksandrowicz (1995-1997)
- Tadeusz Huciński (1997-1998)
- Tadeusz Aleksandrowicz (1998-2000)
- Miodrag Gajić (2000-2001)
- Ryszard Szczechowiak (2000-2001)
- Ireneusz Purwiniecki (2001-2002)
- Jerzy Binkowski (2002-2003)
- Mieczysław Major (2003-2004)
- Miodrag Gajić (2004-2005)
- Ireneusz Purwiniecki (2004-2005)
- Czesław Daś (2005-2006)
- Grzegorz Chodkiewicz (2006-2007)
- Mieczysław Major (2007-2010)
- Grzegorz Chodkiewicz (2010)
- Tadeusz Aleksandrowicz (2010-2012)
- Ireneusz Purwiniecki (2012-2013)
- Czesław Kurkianiec (2013-2014)
- Aleksander Krutikow (2014-2015)
- Wiktor Grudziński (2015-2016)
- Krzysztof Koziorowicz (2016-2019)
- Kamil Piechucki (2019-2019)
- Jacek Winnicki(2019-2020)
- Maciej Raczyński (2020-2020)
- Marek Łukomski (2021-)